# Angelo Pio Leonardi
Angelo Pio Leonardi (San Cataldo, februari 1960) is een Italiaans componist, muziekpedagoog en dirigent.

## Levensloop
Leonardi studeerde aan het Istituto Tecnico Statale Leonardo da Vinci in Caltanissetta en behaalde zijn diploma als mijningenieur. Tegelijkertijd studeerde hij zang aan het Liceo musicale pareggiato V. Bellini, nu: Istituto Superiore di Studi Musicali "Vincenzo Bellini", in dezelfde stad en behaalde zijn diploma. Vervolgens studeerde hij muziektheorie, compositie en instrumentatie aan het Conservatorio di Musica "Vincenzo Bellini" di Palermo in Palermo en is in 1987 afgestudeerd.
Sinds 3 januari 1990 is hij dirigent van de Banda comunale di Barcellona Pozzo di Gotto waaruit als gevolg van een fusie in 2000 de Associazione Culturale Musicale "Eduardo Russo" città di Barcellona ontstond. Vanaf 1983 was hij eveneens dirigent van de Banda musicale di Mistretta en aldaar ook muziekleraar aan de gemeentelijke muziekschool. Tot eind 2000 was hij eveneens dirigent van de Associazione Musicale Santa Cecilia di San Cataldo alsook van de Cooperativa Musicale "N. Vitelli" di Caltanissetta. Verder was hij koorleider van Coro Polifonico "Don Milani" Caltanissetta van 1997 tot 2002 en van het koor aan de kathedraal "Duomo di Santa Maria la Nova" in Caltanissetta, waar in 1993 de Paus Johannes Paulus II op bezoek kwam.
Tegenwoordig is hij muziekleraar aan diverse openbare scholen.
Als componist schreef hij kerkmuziek (Missen, motetten, hymnes), een operette in de Siciliaanse dialect Ma vidi che guai ca m'ammattiru aguannu!, vocale muziek, kamermuziek en werken voor banda (harmonieorkest).

## Composities

### Werken voor banda (harmonieorkest)
- 1988 The Music is Life, beschrijvend stuk - won een prijs tijdens de Concorso nazionale “Diapason d’argento 1988” georganiseerd door de duizendjarige beurs van Gonzaga
- 2006 Ai miei amici, marcia sinfonica
- 2011 Fantasia natalizia
- A mio padre, treurmars
- Crisantemi, treurmars
- Graziana, mars
- Marina, marcia sinfonica
- Noemi, marcia sinfonica
- Orgoglio, Ostinato e Rondò, 3 stukken voor harmonieorkest

### Missen en andere kerkmuziek

#### Oratoria
- 2000 Giubileo 2000, oratorium voor solisten, koor, harmonieorkest en orgel - tekst: Evangelie volgens Lucas, hoofdstuk 15
- 2002 Emmaus, oratorium voor solisten, koor, harmonieorkest en orgel - tekst: Evangelie volgens Lucas, hoofdstuk 24
- 2000 Parabole della misericordia, oratorio voor solisten, gemengd koor en harmonieorkest - uitgegeven door Edizioni Musicali Wicky[4]

#### Missen
- 2011 Messa solenne, voor solisten, gemengd koor, samenzang, orkest en orgel
- Ah si versa tue lacrime!, passiegezang op goede vrijdag voor samenzang en groot harmonieorkest - tekst: Giuseppe Polizzi
- Credo, voor gemengd koor
- Gloria, voor gemengd koor en orkest
- Messa cum jubilo, voor samenzang, driestemmig vrouwenkoor (sopraan, mezzosopraan, alt) en orgel
- Messa breve, voor gemengd koor
- Messa voor tweestemmig vrouwenkoor en orgel - gecomponeerd voor de wijding van de Salesiaan Don Michele Viviano
- Noi ti offriamo (offertorio), voor samenzang
- Pianto di Maria, voor orkest - ook in een versie voor harmonieorkest[5]
- Ti presentiamo il pane (offertorio), voor samenzang en gemengd koor
- Tu sei Signore (communio), voor samenzang, solisten en orgel

#### Motetten
- 1988 Tu es Sacerdos, motet voor gemengd koor
- 1993 Tu es Petrus, motet voor vijfstemmig gemengd koor, koperblazers en orgel - geschreven ter gelegenheid van het pastorale bezoek van paus Johannes Paulus II in mei 1993
- 2003 Ecce Sacerdos Magnus, motet voor gemengd koor en orgel - geschreven ter gelegenheid van de bisschopswijding van Monsignore Cataldo Naro
- Ave Maria gratia plena, motet voor gemengd koor
- Ave verum corpus, motet voor gemengd koor
- Ecce Sacerdos Magnus, motet voor gemengd koor - opgedragen aan Zijne Excellentie bisschop Alfredo Maria Garsia - bisschop van het bisdom Caltanissetta
- Magnificat, motet voor solisten, vijfstemmig gemengd koor en orgel
- O quam suavis est, motet voor zesstemmig gemengd koor
- O sacrum convivium, motet voor gemengd koor
- Salve Regina, motet voor gemengd koor
- Tu es Sacerdos, motet voor gemengd koor - geschreven ter gelegenheid van de priesterwijding van Marcello Quatra

#### Andere kerkmuziek
- Adoro Te devote, voor sopraan en orgel
- Angeli, Arcangeli (Engelen, Aartsengelen), hymne voor tweestemmig koor en orgel
- Beato Cataldo (Gezegend Cataldo), hymne aan de patroonheilige
- Chi salirà il monte del Signore (Psalm 23), voor samenzang, gemengd koor en orgel
- Dio gli donò, hymne voor 2 gelijke stemmen en orgel
- Dove c’è carità, voor samenzang, gemengd koor en orgel
- Laudate Dominum, voor gemengd koor
- Panis Angelicus, voor alt en orgel
- Stabat Mater, voor solisten, gemengd koor, strijkorkest, hobo en orgel - tekst: Goede Vrijdag liturgie
- Stabat Mater, voor gemengd koor
- Te Deum, voor samenzang, gemengd koor en orgel

### Muziektheater

#### Operettes
| Voltooid in | titel                                    | aktes | première | libretto         |
| ----------- | ---------------------------------------- | ----- | -------- | ---------------- |
|             | Ma vidi che guai ca m’ammattiru aguannu! |       |          | van de componist |

### Vocale muziek

#### Werken voor koor
- Guardando te (Op zoek naar jou), voor gemengd koor
- Meriggiare pallido e assorto da Ossi di seppia, voor gemengd koor en orkest - tekst: Eugenio Montale
- Piricaneddra, Piricaneddra, sulu tu si la cchiù beddra, voor gemengd koor
- Sei bellissima (Je bent mooi), voor gemengd koor

### Werken voor orgel
- Fantasia over het thema "Adeste Fideles"

### Werken voor piano
- Romanza senza parole

## Publicaties
- San Cataldo: melodie, strumenti, musicisti, Novecento, stampa 2004 (Caltanissetta, Paruzzo), 265 p.